# Pectorios d'Autun
Pectorios (latinisé en Pectorius) est un habitant de la ville d'Augustodunum (l'actuelle Autun) qui a érigé, entre le milieu du IIe siècle et la fin du IVe siècle une épitaphe grecque sur la tombe de ses parents. C'est une des plus célèbres — et des plus importantes — inscriptions grecques de Gaule, ainsi que l'un des premiers témoignages de christianisation en Gaule.

## L'inscription de Pectorios
L'inscription de Pectorios fut découverte en 1839, dans l'ancienne nécropole gallo-romaine de Saint-Pierre l'Estrier. Ce site aurait accueilli les tombes des premières communautés chrétiennes d'Autun. L'inscription est actuellement conservée au musée Rolin.
Il s'agit d'une inscription métrique grecque, de trois distiques et cinq hexamètres, gravée sur une tablette de marbre cassée en sept morceaux, mais assez complète pour permettre une restitution utile du texte. 
On distingue facilement trois parties :
- La première est un petit poème mystique, à la composition recherchée et  dont les cinq premiers vers forment l'acrostiche ΙΧΘΥΣ. Elle s'adresse en termes métaphoriques au lecteur chrétien que son baptême a associé au γἑνος du Christ et qui est invité au repas eucharistique. Le sens doctrinal de ce texte a donné lieu à de nombreuses discussions qui ne sont pas closes.
- La seconde est une courte prière qui s'adresse encore au Christ-Ichthys, qualifié ici de Lumière des morts. L'état du texte en rend la lecture et l'interprétation assez délicates.
- Dans la troisième, la plus personnelle, Pectorius s'adresse directement à ses parents, notamment à son père Ascandus, et leur demande de se souvenir de lui. C'est une attitude religieuse assez rare dans le christianisme primitif, mais bien attestée : le défunt que l'on croit sauvé et en présence de Dieu est sollicité pour intercéder en faveur du survivant. Le paragraphe précédent paraît montrer que, dans le cas de Pectorius, cette demande s'ajoute à une prière pour les morts plus traditionnelle. C'est un argument en faveur du caractère composite de l'épitaphe.

Voici la traduction française la plus usuelle du texte. On la trouve notamment dans la version française de l'Initiation aux Pères de l'Église de Johannes Quasten.
Ô race divine du Poisson céleste,
Garde une âme pure parmi les mortels
Parce que tu as reçu la source immortelle,

Rajeunis ton âme, ami, dans les eaux divines,

Par les flots éternels de la sagesse qui donne les trésors.

Reçois l'aliment doux comme le miel du Sauveur des Saints,

Mange à ta faim, bois à ta soif,

Tu tiens le Poisson dans les paumes de tes mains.
Nourris-nous donc, Maître et Sauveur, avec le Poisson.

Qu'elle repose en paix, ma mère

Ainsi je te prie, (toi) Lumière des morts.
Aschandius, mon père, aimé de mon cœur,

Avec ma douce mère et mes frères,

Dans la paix du Poisson, souvenez-vous de votre Pectorius.
Une version anglaise par Charles Marriott, plus conjecturale et qui montre bien comment les lectures peuvent diverger :
Offspring of the heavenly Ichthys, see that a heart of holy reverence be thine, now that from Divine waters thou hast received, while yet among mortals, a fount of life that is to immortality. Quicken thy soul, beloved one, with ever-flowing waters of wealth-giving wisdom, and receive the honey-sweet food of the Saviour of the Saints. Eat with a longing hunger, holding Ichthys in thine hands.

To Ichthys… Come nigh unto me, my Lord (and) Saviour (be thou my Guide) I entreat Thee, Thou Light of them for whom the hour of death is past.

Aschandius, my Father, dear unto mine heart, and thou (sweet Mother, and all) that are mine… remember Pectorius.
Le Pectorius d'Autun pose de difficiles problèmes de datation. 
Le futur cardinal Pitra (Jean-Baptiste-François Pitra) - qui n'était alors que jeune professeur au petit séminaire d'Autun - fut le premier à déchiffrer le texte et à le publier, beaucoup plus tard, dans un gros mémoire latin de son Spicilegium Solesmense en 1852. « C'était le soir ; j'allumai toutes mes chandelles et je restai toute la nuit dévorant les lettres et les épelant à tous les effets de la lumière. Au point du jour, après avoir rendu grâce au célèbre "poisson", je courus au cimetière pour découvrir le septième fragment, qui contenait les premières lettres du nom de Pectorios, l'auteur de l'inscription. » Il n'hésitait pas à lui assigner une date très haute (le début du IIe siècle). Des objections  s'élevèrent rapidement, notamment celles de Le Blant, l'éditeur des Inscriptions chrétiennes de la Gaule (1856), mais pendant près d'un siècle aucun accord ne put se faire. Entre le IIe et le VIe siècle, toutes les dates ont été proposées. Actuellement, sur la base de considérations purement épigraphiques (forme et style des caractères), un consensus paraît s'être établi pour la seconde moitié du IVe siècle.
Cela revient à séparer l'inscription de son contenu, comme l'archéologue Giovanni Battista De Rossi († 1894) en avait l'intuition dès le XIXe siècle. 
L'allure ésotérique du texte, sa phraséologie baptismale et eucharistique, le thème de l'Ichthys comme nourriture des fidèles, tout cela impose le rapprochement avec l'épitaphe d'Abercius d'Hiéropolis en Phrygie, vraisemblablement composée à l'extrême fin du IIe siècle. Le Pectorius montre plus de recherche littéraire et sans doute une plus grande profondeur doctrinale, mais la sensibilité religieuse qu'expriment les deux textes est bien la même. On tend donc naturellement à les juger à peu près contemporains.
Quant aux raisons qui ont pu amener Pectorius, en plein IVe siècle, à choisir pour la tombe de ses parents une épitaphe en grec qui, de son temps, devait déjà paraître un peu archaïque, toutes les hypothèses sont permises…